# بولشوی چابس
بولشوی چابس (روسی: Большой Чабес) یک رودخانه در سرزمین پرم کشور روسیه است.